# Tobishima
Tobishima (飛島村?) è un villaggio giapponese della prefettura di Aichi.